# لیاپین
لیاپین (به لاتین: Lyapin) یک رود در روسیه است که در ناحیه خودگردان خانتی-مانسی واقع شده‌است.